# 錢韋杉
錢韋杉（1973年5月7日—），台灣女藝人、模特兒、女演員，銘傳大學商業設計學系畢業。曾擔任一年華航空服員，並當過多部洗髮精廣告的頭髮替身。父親為前裕隆隊總教練錢一飛，弟弟現為T1League臺南台鋼獵鷹總經理錢韋成，1999年因和信電訊廣告「輕鬆打─愛的選擇」系列廣告裡擔任「琳達」一角而在演藝圈走紅。2004年與籃球員邱宗志結婚，育有兩子。

## 作品

### 電視劇
| 年份   | 頻道             | 劇名                 | 飾演          |
|        |                  | 《TVBS二休劇場》     |               |
| 2001年 | 華視             | 《追夫三人行》       | 方琦          |
| 2001年 | 華視             | 《流星花園》         | 藤堂靜        |
| 2002年 | 華視             | 《流星花園II》       | 藤堂靜        |
| 2003年 | 衛視中文台       | 《第8號當鋪》        | 張雅芳        |
| 2003年 | 華視             | 《狂愛龍捲風》       | 小阿姨        |
| 2004年 | 華視、東森戲劇台 | 《愛情魔戒》         | 李語晴/郭可亭 |
| 2004年 | 台視、東森戲劇台 | 《求婚事務所》       | 黃小琦        |
| 2015年 | 安徽衛視         | 《戴流蘇耳環的少女》 | 任青青        |

### 電影
| 年份   | 片名             | 飾演       |
| 2005年 | 《天生絕配》（Perfect Match） | 奈兒       |
| 2013年 | 《逗陣ㄟ》（Get Together）   | 幼稚園老師 |
| 待上映 | 《遇見下一個你》 |            |

### 主持
| 年份           | 頻道     | 節目               | 備註     |
|                | 華視     | 《千萬大挑戰》     |          |
|                | TVBS     | 《TVBS午間新聞》   | 主播     |
| 1998年         | 中視     | 《電視大國民》     |          |
| 2001年         | 台視     | 《綜藝鐵金鋼》     |          |
|                |          | 《非常人物》       |          |
| 2005年11月25日 | 中天電視 | 《康熙來了》       | 代班主持 |
|                |          | 《台灣囝仔，讚！》 |          |

### 廣告
- 1994年：《脫普花香5洗髮精》
- 1994年：《海倫仙度斯》（大陸）
- 1994年：《歐蕾》（大陸）
- 1994年：《可口可樂》
- 1996年：《花王絲逸歡亮麗柔絲霧》
- 1997年：《歐蕾保養品》
- 1999年：《和信電訊輕鬆打 愛的選擇》I、II、III
- 1999年：《海倫仙度斯》（香港、大陸）
- 1999年：《花王蜜妮沐浴乳》
- 1999年：《光陽機車 前導篇》
- 1999年：《光陽機車 主題篇》
- 1999年：《鉑金金飾》（大陸）
- 1999年：《和信電訊輕鬆打 琳達版》
- 1999年：《和信電訊未來科技系列》

### 書籍
| 年份   | 書名                                      | 出版社   | ISBN               |
| 2010年 | 《人間十月天 ~ 新手媽咪錢韋杉的異想世界》 | 凱特文化 | ISBN 9789866606854 |

## 外部連結
- 錢韋杉的Facebook專頁
- Joshua 邱靖的Facebook專頁
- 錢韋杉Winnie的新浪微博
- 錢韋杉Winnie的新浪博客
- 錢韋杉在互联网电影资料库（IMDb）上的資料（英文）
- 錢韋杉在香港影庫上的簡介
- 錢韋杉在豆瓣上的资料（简体中文）
- 錢韋杉在时光网上的簡介（简体中文）